# Horace Kallen
Pour les articles homonymes, voir Kallen.
Horace Meyer Kallen, né le 11 août 1882 à Bernstadt en Allemagne et mort le 16 février 1974, est un philosophe juif américain. Son père est un rabbin orthodoxe. Les Kallen arrivent aux États-Unis en 1887. Horace obtient une licence en 1903 et un doctorat en 1908 à l'université Harvard.
Kallen est un pluraliste et s’oppose à la simplification systématique des problèmes philosophiques. Selon lui, nier les complications et les difficultés revient à les multiplier et nier la réalité parce qu’elle est mauvaise revient à augmenter le mal.
Lui et d’autres avancent l’hypothèse que la diversité culturelle et la fierté nationale ne sont pas incompatibles et que la diversité ethnique et les différences raciales sont une force pour l’Amérique. C’est lui qui a le premier parlé de « pluralisme culturel ».